# App Clips
Les App Clips sont des extraits d'apps introduits avec iOS 14. Il s'agit de la séparation d'une fonctionnalité d'une application, pour être utilisée seule, comme une mini-app. Il n'y a donc pas besoin de télécharger l'application entière. Il suffit de cliquer sur le lien ou de scanner le tag NFC d'une App Clip pour l'utiliser, comme un QR code.

## Description
Apple a introduit les "App Clips" le 22 juin 2020, durant la conférence des développeurs WWDC. 
Il s'agit d'une nouvelle façon d'utiliser les fonctionnalités d'une application sans la télécharger à partir de l'App Store.
À partir d'un tag NFC, il est possible d'utiliser une petite partie d'une application pour effectuer une tâches précise et rapide, comme louer une trottinette électrique.
Il est possible avec une App Clip de payer avec Apple Pay et de s'identifier rapidement via "Connexion avec Apple". Apple a par exemple mis en place des App Clips dans les Apple Store pour acheter facilement des accessoires sans avoir besoin d'un vendeur.
On peut également envoyer une App Clip via iMessage pour partager le contenu d'un réseau social.
Avec iOS 16, Apple augmente la taille possible d'une App Clip, passant de 10 Mo à 15 Mo maximum. Cette taille maximum augmente encore avec iOS 17, passant à 50 Mo, mais uniquement avec une App Clip envoyé via iMessage ou depuis un lien Safari. Les App Clips sous forme de tag NFC reste à 15 Mo maximum.
Il est également possible depuis iOS 17, d'ajouter une App Clip dans une application, avec un lien qui ouvre l'App Clip d'une autre app.